# 11898 Dedeyn
11898 Dedeyn è un asteroide della fascia principale. Scoperto nel 1991, presenta un'orbita caratterizzata da un semiasse maggiore pari a 3,2174828 UA e da un'eccentricità di 0,1176461, inclinata di 2,09745° rispetto all'eclittica.